# Cirkus (1928.)
Cirkus (eng. The Circus) je nijemi film  Charlieja Chaplina iz 1928. u kojem njegovog Skitnicu u cirkusu ganja policajac. Upravitelj cirkuskih predstava pomisli kako su njegovi pokreti urenebesni, pa ga unajmljuje, ali shvaća da Skitnica ne može biti smiješan navlaš, pa mu ovaj daje posao vratara koji se uvijek pronalazi u središtu događanja. U filmu nastupaju Chaplin, Al Ernest Garcia, Merna Kennedy, Harry Crocker, George Davis i Henry Bergman.
Scenarij su napisali Chaplin i Joseph Plunkett (koji je napisao prolog, ali je ostao nepotpisan), dok je film režirao Chaplin. Postao je sedmi najuspješniji nijemi film u povijesti filma, zaradivši 3,8 milijuna dolara 1928.
Produkcija filma bilo je jedno od najtežih iskustava u Chaplinovoj karijeri. Pojavili su se brojni problemi i odgode (uključujući požar u studiju), a snimanje je odgođeno za skoro godinu dana zbog Chaplinova razvoda od  Lite Grey i tvrdnji o utaji poraza.
Nominiran je za  Oscara za najboljeg glumca i kratkotrajni Oscar za najboljeg redatelja komedije (obe za Chaplina), ali Akademija je izbacila Chaplina iz natjecanja za natjecateljske nagrade i predala mu Specijalnu nagradu "Za svestranost i genijalnu glumu, pisanje, režiranje i produciranje Cirkusa".
Chaplin je 1970. ponovno izdao film s novim glazbenim brojem.

## Glumci
- Charles Chaplin - Skitnica
- Al Ernest Garcia - Upravitelj cirkuskih predstava
- Merna Kennedy - Njegova pokćerka, cirkuska jahačica
- Henry Bergman - Stari klaun
- Harry Crocker - Rex, hodač po žici/Mrzovoljni muškarac/Klaun
- George Davis - Mađioničar
- Tiny Sandford - Glavni rekviziter (as Stanley J. Sandford)
- John Rand - Pomoćni rekviziter/Klaun
- Steve Murphy - Džepar

## Vanjske poveznice
- Cirkus na Chaplinovoj službenoj stranici
- Cirkus u internetskoj bazi filmova IMDb-a
- Članak o Cirkusu na DVD Journalu
- DVD recenzija Cirkusa